# Creep (canção de Stone Temple Pilots)
"Creep" é uma canção da banda americana de rock Stone Temple Pilots, aparecendo como a sétima faixa do álbum de estreia da banda, Core, e posteriormente lançada como single. A música também aparece no álbum de maiores sucessos da banda, Thank You. Uma versão ao vivo com Aaron Lewis foi incluída no álbum da turnê The Family Values 2001 .

## Composição
Em uma entrevista em novembro de 2014 para a Songfacts, Scott Weiland disse: "Essa é apenas a ideia de ser um jovem em algum lugar, preso entre ainda ser uma criança e se tornar um jovem. É aquela apatia da juventude, de se questionar, de não se sentir encaixado em algo."
Em sites de compartilhamento de arquivos e letras como Limewire e Kazaa , "Creep" costuma ser mal creditado como "Half the Man I Used to Be" por Nirvana.
A versão da música que foi lançada como single em 1993 contém diferentes vocais nos versos do que na versão do álbum, mais notavelmente com uma melodia alternativa e percussão adicionada no segundo verso, que é o arranjo mais executado ao vivo.

## Vídeo musical
Houve dois vídeos filmados para "Creep". O vídeo que foi ao ar foi dirigido por Graeme Joyce após uma versão do diretor Gus Van Sant ter sido arquivada por suas referências a drogas e sexo.

## Conteúdo lírico
A letra da música foi escrita pelo vocalista Scott Weiland e pelo baixista Robert DeLeo . DeLeo também escreveu a música da canção. DeLeo afirmou o seguinte sobre "Creep:"
Musicalmente falando, eu estava pensando em uma música nos moldes de " Heart of Gold " do Neil Young , que é em Ré menor, a tonalidade mais triste de todas. Scott estava pensando nas letras e, naquela época de nossas vidas, estávamos lutando muito. O que Scott estava escrevendo era uma situação da vida real. Também sobre mim, a coisa sobre a arma. "Creep" é uma palavra muito degradante. Foi uma daquelas ocasiões em que nos olhamos no espelho. 

## Desempenho nas paradas musicais
| Parada (1993-1994)                             | Melhor posição |
| ---------------------------------------------- | -------------- |
| Australia (ARIA)                               | 76             |
| Canadá (RPM Top Singles)                       | 45             |
| Nova Zelândia (Recorded Music NZ)              | 24             |
| Estados Unidos (Billboard Radio Songs)         | 59             |
| Estados Unidos (Billboard Alternative Airplay) | 12             |
| Estados Unidos (Billboard Mainstream Rock)     | 2              |

| Parada (2015)                                           | Melhor posição |
| ------------------------------------------------------- | -------------- |
| Estados Unidos (Billboard Hot Rock & Alternative Songs) | 12             |